# Christian Hergenröther
Christian Hergenröther (* 19. April 1986) ist ein deutscher Basketballtrainer.

## Laufbahn
Hergenröther, der einen Abschluss an der Filmakademie Baden-Württemberg erlangte, war Trainer bei der BSG Ludwigsburg, ehe er 2014 zu Grüner Stern Keltern wechselte. In Keltern rückte er Ende Januar 2015 vom Co-Trainer auf den Cheftrainerposten der Damen-Zweitligamannschaft und löste Peter Kortmann in diesem Amt ab. Hergenröther führte Keltern im Frühjahr 2015 zum Gewinn des Meistertitels in der 2. Bundesliga Süd und zum Aufstieg in die Damen-Basketball-Bundesliga. In der Bundesliga-Saison 2015/16 stieß Keltern unter Hergenröthers Leitung als Aufsteiger in die Spitzengruppe der Liga sowie ins Pokalendspiel vor.
Im Spieljahr 2016/17 führte er Keltern wieder ins Pokalendspiel, erstmals zur deutschen Vizemeisterschaft sowie ins Achtelfinale des europäischen Vereinswettbewerbs EuroCup.
Im September 2017 gewann Keltern unter Hergenröthers Leitung den Supercup und den Champions Cup der Damen-Basketball-Bundesliga.
Im Frühjahr 2018 stand Hergenröther mit Keltern abermals im deutschen Pokalfinale, musste sich jedoch erneut geschlagen geben. Anfang Mai 2018 führte Hergenröther Keltern zur ersten deutschen Meisterschaft der Vereinsgeschichte. Die Finalserie gegen Wasserburg wurde mit 3:0-Siegen gewonnen. In der Saison 2018/19 wurde Keltern unter seiner Leitung Vizemeister im Oktober 2020 sowie im März 2021 deutscher Pokalsieger und im April 2021 deutscher Meister.
Im Sommer 2022 gab er das Traineramt in Keltern ab, blieb aber sportlicher Berater. Hergenröther übernahm im Dezember 2022 wieder die Aufgabe als Trainer, nachdem sich Keltern von Timur Topal getrennt hatte. Hergenröther übergab das Traineramt im Januar 2023 an Goran Lojo. Mitte Oktober 2023 kehrte Hergenröther als Co-Trainer von Lojo nach Keltern zurück.